# (1844) Susilva
(1844) Susilva es un asteroide que forma parte del cinturón de asteroides y fue descubierto por Paul Wild desde el observatorio de Berna-Zimmerwald, Suiza, el 30 de octubre de 1972.

## Designación y nombre
Susilva recibió al principio la designación de 1972 UB.
Posteriormente se nombró por una antigua compañera de clase del descubridor.

## Características orbitales
Susilva orbita a una distancia media del Sol de 3,014 ua, pudiendo acercarse hasta 2,86 ua y alejarse hasta 3,168 ua. Su excentricidad es 0,05123 y la inclinación orbital 11,79°. Emplea 1911 días en completar una órbita alrededor del Sol.